# Out of Control (Konzept)
Out of Control (deutsch: Außer Kontrolle) beschreibt ein Demonstrationskonzept, bei dem Demonstrationsteilnehmer versuchen, sich mehrfach zu zerstreuen, an anderer Stelle erneut zu sammeln und, anders als beispielsweise in dem geschlossenen Auftreten des schwarzen Blocks, die Grenzen zwischen Demonstrationszug und Umgebung aufzulösen. Das Konzept Out of Control basiert auf einer dezentralen Organisationsstruktur und unkontrollierten Bewegungen sowie dem Umfließen von Polizeikesseln und dem plötzlichen Auftreten einer Menge, ähnlich einem Flashmob. 
Ziel ist es, Polizeieinsätze und Taktiken wie beispielsweise Wanderkessel oder die präventive Überwachung von Versammlungen systematisch zu erschweren.

## Geschichte
Es handelt sich um ein relativ junges Konzept, das sich unter anderem aus den Erfahrungen der Demonstrationen gegen den G8-Gipfel in Heiligendamm 2007 ableitete, bei dem massive polizeiliche Sicherheitsvorkehrungen umgangen werden konnten, sowie der sogenannten Fünf-Finger-Taktik zum Umfließen von Polizeiabsperrungen.
Früh wurde die Aktionsform im großen Rahmen bei einer bundesweiten Demonstration am 15. Dezember 2007 in Hamburg angewandt. Von den über 3.000 Teilnehmern befolgten jedoch zu wenige Teilnehmer die im Vorhinein aufgestellten Out-of-Control-Regeln, sodass es zu keiner nennenswerten Beeinflussung des Demonstrationsverlaufs kam. Von den gewöhnlichen Aufzügen war die Out-of-Control-Demonstration daher „im Ergebnis nicht zu unterscheiden.“ Trotzdem verwarfen die Initiatoren das Konzept nicht.

## Beweggründe
Vertreter der Out-of-Control-Taktik beklagen eine zunehmende Einschränkung des Versammlungsrechtes. Da geschlossene Demonstrationszüge inzwischen relativ leicht von der Polizei kontrolliert und geleitet sowie Auflagen wie das (gesetzliche) Vermummungsverbot ebenfalls immer wirksamer durchgesetzt werden können, entwickelte sich als Reaktion darauf das Out-of-Control-Konzept, dessen Ziel es ist, die Prognosen und Taktiken der Polizei zu erschweren und damit ihren Einfluss auf die Demonstrationsverläufe zu reduzieren, den der Teilnehmer dagegen zu erhöhen.